# Sammi Cheng
Sammi Cheng (in cinese 鄭秀文; Hong Kong, 19 agosto 1972) è una cantante e attrice cinese.

## Biografia
Conosciuta per il suo ruolo in pellicole quali Infernal Affairs (film), è stata definita inoltre la "regina del Cantopop" , ovvero una delle maggiori rappresentanti del cantopop cinese.

## Discografia parziale
- Sammi (1990)
- Holiday (1991)
- Never Too Late (1992)
- Fiery Motion (1992)
- Happy Maze (1993)
- Big Revenge (1993)
- Ten Commandments (1993)
- Time, Place, Person (1994)
- Lost Memory (1994)
- After (1995)
- Missing You (1995)
- Can't Let Go (1996)
- Worth It (1996)
- Shocking Pink (2001)
- Love Is a Beautiful Misunderstanding (2003)
- La La La (2004)
- Sammi vs Sammi (2004)
- Faith(2009)
- Hope(2010)
- Faith (Mandarin version) (2010)
- Love is Love (2013)
- Sat luen gap yeung (2014)